# Janusz Gołaszewski
Janusz Gołaszewski (ur. 23 stycznia 1957 w Kołakach Kościelnych) – profesor nauk rolniczych; zatrudniony na stanowisku profesora Uniwersytetu Warmińsko-Mazurskiego w Olsztynie. 

## Życiorys
Syn Teresy, dyrektorki szkoły i Stanisława, rolnika.
W 1983 roku ukończył studia w Akademii Rolniczo-Techniczną w Olsztynie, uzyskując stopień magistra inżyniera rolnictwa. W 1990 roku uzyskał stopień doktora agronomii, a w 1997 roku stopień doktora habilitowanego. W 2003 roku uzyskał tytuł profesorski.
Od 1983 roku pracuje na Uniwersytecie Warmińsko-Mazurskim w Olsztynie. Od 2006 roku pełni funkcje kierownika ogólnouczelnianego Centrum Biogospodarki i Energii Odnawialnych (CBEO) (wcześniej Centrum Badań Energii Odnawialnej) skupiającego 20 zespołów badawczych z 9 wydziałów UWM, a od 2007 roku – prezesa zarządu konsorcjum Bałtycki Klaster Ekoenergetyczny (BKEE) z udziałem ponad 120 podmiotów gospodarczych, samorządowych i B+R działających głównie w Polsce północno-wschodniej. Zrealizowane i koordynowane prace badawczo-rozwojowe ze strony UWM w ramach projektu kluczowego POIG oraz programu strategicznego NCBiR dotyczyły procesów biokonwersji do biopaliw i bioenergii w mikro i małych instalacjach ekoenergetycznych: biogazowni, biorafinerii lignocelulozowej, hodowli alg i wytwarzania bioolejów na cele transportowe. Wybrane rozwiązania projektowe kontynuowano w projekcie TechRol. Projekty UE dotyczyły efektywności energetycznej w rolnictwie, efektywności małych biogazowni rolniczych, certyfikacji i standaryzacji produktów biobazowych, oceny środowiskowo-ekonomicznej produkcji owadów i glonów oraz implementacji odnawialnych źródeł energii na obszarach wiejskich. 
Reprezentował Bałtycki Klaster Ekoenergetyczny w programie InnoNET rozwijanym przez ministerstwa gospodarki krajów Morza Bałtyckiego.